# Benjamin Quabeck
Benjamin Quabeck (* 14. Mai 1976 in Wuppertal) ist ein deutscher Filmregisseur, Autor und Filmeditor.

## Leben und Wirken
Benjamin Quabeck wollte zunächst Schauspieler werden und spielte an der Grundschule in Theaterstücken mit. Als er zwölf Jahre alt war, kaufte sich sein Vater eine Video-8-Kamera, die er sich immer gerne „borgte“, um damit im Keller erste kleine Splatterfilme zu drehen. Er studierte ab 1996 Regie an der Filmakademie Baden-Württemberg Ludwigsburg. Neben seinem Studium arbeitete er als freier Editor.
Größere Aufmerksamkeit erlangte Quabeck bereits mit seinem Debütfilm Nichts bereuen, der auf seinem gleichnamigen Roman beruht.
Neben seiner Tätigkeit als Film-, Fernseh- und Videoclip-Regisseur schreibt und inszeniert Quabeck Hörspiele für den WDR, manchmal in Zusammenarbeit mit Lee Buddah, der auch die Musik für seine ersten beiden Spielfilme komponierte.
Des Weiteren ist er als Postproduktionsspezialist tätig und hat als Filmeditor, Dramaturg und Co-Produzent unter anderem Inigo Westmeiers Drachenmädchen und Björn "Richie" Lobs Keep Surfing realisiert, sowie zahlreiche Filme für John Bock als Filmeditor, Sounddesigner und VFX-Artist.

## Film und Fernsehen
- Wind (1996), Video, 4 Min., Regie, Kamera, Animation
- Weird Wire (1996), Video, 5 min., Regie, Kamera, Animation
- Die Wenigsten wissen das (1997), Video, 24 min. Regie
- Höhlenangst (1998), 16 mm, 15 Min., Regie, Kamera, Animation
- Ertränkte Angst (1998), 16 mm, 26 Min., Buch, Regie
- Grafenzeit (1998), 16 mm, 12 min., Kamera
- 4000 Teile (1999), Super 16, 30 min. Buch, Regie
- Nichts bereuen (2001)
- Musikvideos für die Band Virginia Jetzt! (2002–2009)
- Verschwende deine Jugend (2003)
- Episode Ich hab Musik dabei von „Europe – 99euro-films 2“ (2003)
- Junge Helden Werbespot Kino (2004) Regie, Schnitt
- Klee, Musikvideo Die Stadt (2006) Regie, Schnitt
- Klee, Musikvideo Liebe mich Leben (2006) Regie, Schnitt
- Tele, Musikvideo Es kommt ein Schiff (2006) Regie, Schnitt
- Lee Buddah, Musikvideo Jung, dumm und glücklich (2006) Regie, Schnitt
- TempEau, Musikvideo Vorbei (2006) Regie, Schnitt
- Winterreise (2006) Co-Produzent[8]
- Karpatenhund, Musikvideo Gegen den Rest (2007) Regie, Schnitt
- Vier Folgen der TV-Serie Unschuldig (2008) Regie
- Be One of Us, Werbespot Kino & TV (2009) Regie, Schnitt
- Keep Surfing (2010) Filmeditor, Autor, Associate Producer
- Der Kleine und das Biest (2010), Sprachregie[9]
- Das Bild der Prinzessin (2011), Sprachregie
- Drachenmädchen (2012), Filmeditor, Co-Autor, Co-Producer
- Netwars (2013), Filmeditor Fiction
- Ins Ungewisse (2015),[10] Filmeditor, Co-Autor
- Revolting Rhymes (2016), Filmeditor
- Axel der Held (2016), Filmeditor
- Hell's Bells (2017),[11] Filmeditor, VFX-Artist
- Dead & Juicy (2017),[12] Filmeditor, VFX-Artist
- Der Auf-Schneider (2018),[13] Regie Fiction, Drehbuch Fiction
- Unheil (2018),[14] Filmeditor, VFX-Artist
- Black China (2019), Filmeditor
- Überflieger – Das Geheimnis des großen Juwels (2023), Regie, Autor[15]

## Hörspiele
- 2005: Grund GmbH (WDR) – Regie, Buch (mit Philip Stegers)
- 2007: Voodoo Child (WDR) – Regie, Buch (mit Philip Stegers)
- 2009: Ruhrpott-Brüder Teil 1: 12 Stunden Hassel (WDR) – Regie und Buch
- 2010: Ruhrpottbrüder Teil 2: 3 Tage Nordstadt (WDR) – Regie, Buch (mit Philip Stegers)
- 2011: Die Höhle (WDR) – Regie und Buch
- 2013: Junge von Max von Malotki (WDR) – Regie[16]
- 2014: Die Siedlung von Philip Stegers (WDR) – Regie[17]
- 2014: Ruhrpott-Brüder Teil 3: Keine Sekunde Schanze (WDR) – Regie und Buch
- 2017: Ruhrpott-Brüder Teil 4: Fuffzig Minuten Berlin (WDR) – Regie und Buch
- 2018: Die Superstars von Philip Stegers (WDR) – Regie[18]
- 2018: Das Hörspiel zu Babylon Berlin: Der nasse Fisch (Radio Bremen, WDR, rbb) – Regie, Buch (mit Thomas Böhm) nach dem Roman von Volker Kutscher[19]
- 2019: Guter Rat (WDR / DLF / BR) – Regie (mit weiteren), Buch (mit weiteren)[20]
- 2020: Das Hörspiel zu Babylon Berlin: Der stumme Tod (Radio Bremen, WDR) – Regie, Buch (mit Thomas Böhm) nach dem Roman von Volker Kutscher
- 2021: Antikammer (WDR) – Regie, Buch (mit Alexander von Lukowitz)[21]
- 2022: Das Hörspiel zu Babylon Berlin: Goldstein (Radio Bremen, WDR) – Regie, Buch (mit Thomas Böhm) nach dem Roman von Volker Kutscher[22]
- 2023: Ruhrpott-Brüder Teil 5: 1 Woche Anschlusszone (WDR) – Regie und Buch
- 2024 Kalkar 81 (WDR) – Regie, Buch (mit Andreas Schaap, Sandra Stöckmann)

## Preise und Auszeichnungen
- 1996
  - Förderpreis Bundeswettbewerb Jugend und Video für Wind
- 1998
  - Filmfest Dresden, beste Animation, für Höhlenangst
  - Nachwuchsförderpreis & Publikumspreis, Sehsüchte Potsdam, für Höhlenangst
  - Publikumspreis, Bamberger Kurzfilmtage, für Höhlenangst
- 1999
  - Stipendium des Förderkreises der Filmakademie Baden-Württemberg
- 2001
  - Förderpreis Deutscher Film für Nichts bereuen
- 2002
  - Förderpreis des Landes Nordrhein-Westfalen für den Bereich Film/Literatur
  - Preis der deutschen Filmkritik, Bestes Regiedebut für Nichts bereuen
  - Europäischer Filmpreis / Bester Nachwuchsfilm, Nominierung für Nichts bereuen
  - Deutscher Jugendvideopreis Professional Media für Nichts bereuen
- 2004
  - TIM-Award Giffoni Filmfestival für Verschwende deine Jugend (Play It Loud)[23]
  - LIA London International Awards, Nominierung für Junge Helden
- 2010
  - Prix Jeunesse für Der Kleine und das Biest
  - Robert-Geisendörfer-Preis für Der Kleine und das Biest
- 2013
  - Hessischer Filmpreis für Drachenmädchen[24]
  - Hot Docs Toronto: Best International Feature für Drachenmädchen[25]
- 2017
  - Deutscher Radiopreis Innovationen, Nominierung für Wishlist
  - Best Visual Effects, 7th Dada Saheb Phalke Film Festival für Hell's Bells
  - Best Documentary Feature [Ciudad de Mexico International Film Festival] für Ins Ungewisse
- 2019
  - Hörspiel des Monats der Deutschen Akademie der darstellenden Künste für Guter Rat
- 2025
  - Deutscher Hörbuchpreis, Nominierung Kategorie Hörspiel für "Kalkar '81"